# 蔡勒公式
蔡勒公式（德語：Zellers Kongruenz），是一種計算任何一日屬一星期中哪一日的演算法，由十九世紀德國數學家克里斯提安·蔡勒推算出來。

## 公式
{\displaystyle w=\left(y+\left[{\frac {y}{4}}\right]+\left[{\frac {c}{4}}\right]-2c+\left[{\frac {26(m+1)}{10}}\right]+d-1\right){\bmod {7}}}
or
{\displaystyle w=\left(y+\left[{\frac {y}{4}}\right]+\left[{\frac {c}{4}}\right]-2c+2m+\left[{\frac {3(m+1)}{5}}\right]+d+1\right){\bmod {7}}}
公式都是基於公曆的置閏規則來考慮。
公式中的符號含義如下：
- w：星期（计算所得的数值对应的星期：0-星期日；1-星期一；2-星期二；3-星期三；4-星期四；5-星期五；6-星期六）[註 1]
- c：年份前两位数
- y：年份后两位数
- m：月（m的取值範圍為3至14，即在蔡勒公式中，某年的1、2月要看作上一年的13、14月來計算，比如2003年1月1日要看作2002年的13月1日來計算）
- d：日
- [　]：稱作高斯符號，代表向下取整，即，取不大于原数的最大整數。
- mod：同餘（這裡代表括號裡的答案除以7後的餘數）

因为
{\displaystyle \left(y+[{\frac {y}{4}}]+[{\frac {c}{4}}]-2c+[{\frac {26(m+1)}{10}}]+d-1\right)}
可能为负数，所以当出现负数的情况下不能直接mod 7。编写成代码的时候如果两个操作数中只有一个负数，求模的结果取决于机器，也就是说某些情况下w在一些机器上为负数，但是在某一些机器上w不一定为负数（例如：21%-5的结果取决于机器，可能得到1或-4），对于产生负数这种情况可将原来公式分为两步：
{\displaystyle w=\left(y+[{\frac {y}{4}}]+[{\frac {c}{4}}]-2c+[{\frac {26(m+1)}{10}}]+d-1\right)}
{\displaystyle w=(w\%7+7)\%7}

若为一月二月，则看作为去年的13月和14月输入，同时在年份上减一。以上各式中的“%”符号表示取余运算。

## 例子
對2006年4月4日而言，代入公式算出：
{\displaystyle w=\left(6+[{\frac {6}{4}}]+[{\frac {20}{4}}]-2*20+[{\frac {26(4+1)}{10}}]+4-1\right)\mod 7}
{\displaystyle =(-12)\mod 7}
{\displaystyle =2}
得知為星期二。　

## 儒略曆時期公式
若要計算的日期是在1582年10月4日或之前的儒略曆實施年代，公式則為：
{\displaystyle w=\left(y+[{\frac {y}{4}}]-c+[{\frac {26(m+1)}{10}}]+d+4\right){\bmod {7}}}
or
{\displaystyle w=\left(y+[{\frac {y}{4}}]-c+2m+[{\frac {3(m+1)}{5}}]+d-1\right){\bmod {7}}}
這是因羅馬教宗額我略十三世頒布新曆法（公曆），把1582年10月4日的後一天改為1582年10月15日。此一公式也要注意前述附註中出现负数的情况。

## 註解
1. ↑  原版公式后面是没有“-1”的，西方通常以星期日作为一个星期的第一天，在ISO的版本则出现“-1”。